# Nationale Universiteit Chiang Kai-shek
De Nationale Universiteit Chiang Kai-shek (Chinees: 國立中正大學) is een publieke onderzoeksuniversiteit, gevestigd in Chiayi, Taiwan. De universiteit werd opgericht in 1989.
In de QS World University Rankings van 2020 staat de Nationale Chung Cheng Universiteit wereldwijd op een 801-1000ste plaats, waarmee het de 14e Taiwanese universiteit op de ranglijst is.